# Isaac L. Varian
Isaac Leggett Varian, född 25 juni 1793 i New York, död 10 augusti 1864 i Peekskill, New York, var en amerikansk politiker (demokrat). Han var New Yorks borgmästare 1839–1841.